# Meliosma oppositifolia
Meliosma oppositifolia är en tvåhjärtbladig växtart som beskrevs av August Heinrich Rudolf Grisebach. Meliosma oppositifolia ingår i släktet Meliosma och familjen Sabiaceae. Inga underarter finns listade.